# 多夫加山
48°22′4.1″N 24°22′14.5″E / 48.367806°N 24.370694°E
多夫加山（烏克蘭語：Догяска）是烏克蘭的山峰，位於該國西部伊萬諾-弗蘭科夫斯克州，屬於烏克蘭喀爾巴阡山脈中戈爾加內山脈的一部分，海拔高度1,371米。